# Cuaterna armónica

Un ejemplo de cuaterna armónica (ADBC): se verifica que la razón doble [AC/AD*BD/BC=−1] ((6/2)·(-1/3)=-1)

En geometría proyectiva, se dice que cuatro puntos ordenados A, D, B y C situados sobre una misma recta, forman una cuaterna armónica, cuando
| Se dice que la cuaterna formada por los puntos A, B, C, y D es una cuaterna armónica, cuando la razón doble de las longitudes de los segmentos asociados a los pares de puntos AB y CD, tiene el valor −1, es decir, cuando: {\displaystyle (A,B;C,D)={\frac {AC}{AD}}\cdot {\frac {BD}{BC}}=-1} |

En esta definición, es importante remarcar que se debe tener en consideración la orientación de los segmentos (de acuerdo con el orden en que aparecen las letras que designan sus extremos; por ejemplo, se cumple que AB=−BA) para asignarles un signo a sus longitudes (positivo de izquierda a derecha, negativo de derecha a izquierda).

Un ejemplo de cuaterna armónica (ADBC): se verifica la igualdad de los productos de las longitudes de los segmentos extremos e intermedios: [AC·DB=AD·BC] (6·1=2·3=6)

Prescindiendo de la orientación de los segmentos, esta relación también se puede expresar como:
| El producto de las longitudes de los segmentos extremos (el segmento total y el segmento interior), es igual al producto de las longitudes de los segmentos intermedios (los dos segmentos que quedan separados por el segmento interior), es decir: {\displaystyle {\|AC\|}\cdot {\|DB\|}={\|AD\|}\cdot {\|BC\|}} |

Como se explica más adelante, las cuaternas armónicas están íntimamente ligadas con las propiedades asociadas a las curvas cónicas y sus tangentes, así como a las relaciones entre las rectas que forman un cuadrángulo completo.
Propiedad fundamental:
Las cuaternas armónicas de una figura poseen la propiedad de seguir siéndolo en las figuras obtenidas como proyección de la figura original.

## Historia

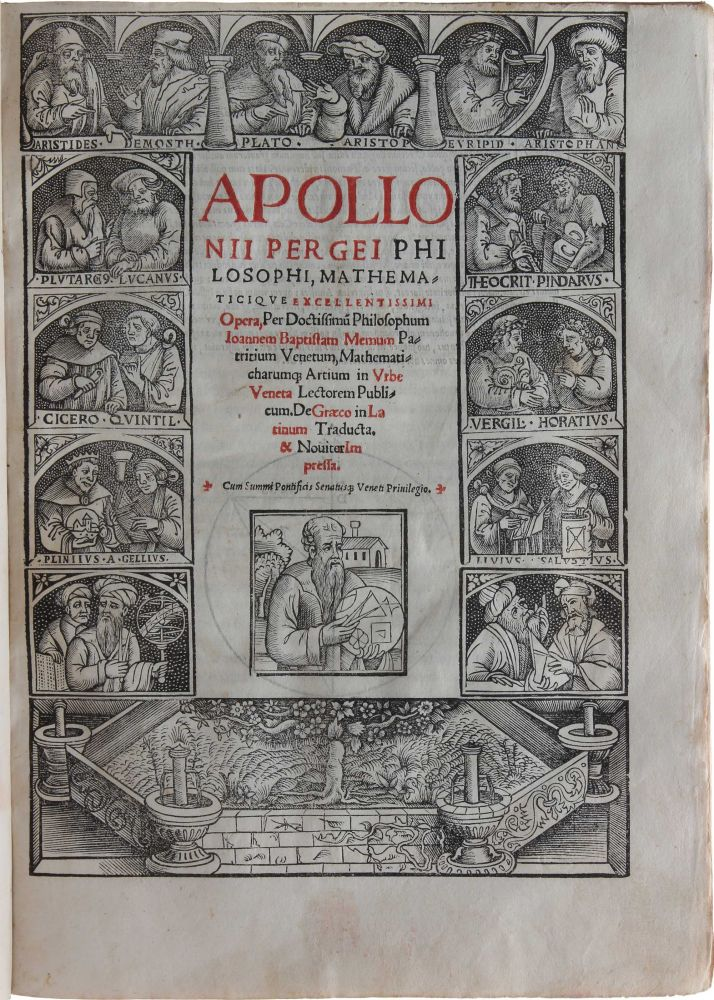
Portada de APOLLONII PERGEI PHILOSOPHI, MATHEMATICIQUE EXCELLENTISSIMI, una reimpresión de la obra de Apolonio

Las cuaternas armónicas se conocen al menos desde siglo II a. C.. En la época del matemático griego Apolonio, este las incluyó en la proposición 34 del libro I de las Cónicas de Apolonio, relacionando las distancias entre: un punto exterior a una cónica; los dos puntos de corte generados en la cónica por una recta que pasa por su centro y el punto exterior dado; y la intersección con esta recta de la recta que pasa por las dos tangentes a la cónica desde el punto exterior. El desarrollo inicial de la geometría proyectiva por parte del matemático francés Girard Desargues (1591-1661) en siglo XVII, se vio culminado en el siglo XIX por la formulación rigurosa de las propiedades de esta rama de la matemática.
En este contexto, las cuaternas armónicas tuvieron un papel relevante, por cuanto intervinieron en la definición de la relación de proyectividad:
- Según Michel Chasles (1793-1880), dos figuras son proyectivas entre sí si están relacionadas anarmónicamente (es decir, basta que se conserven las razones dobles entre cuaternas de puntos correspondientes de las dos figuras, pero no tienen por qué valer -1).
- Según Karl von Staudt (1798-1867), dos figuras son proyectivas entre sí si están relacionadas armónicamente (es decir, deben conservarse las cuaternas armónicas de una figura en la otra).[2]
- Según Jean-Victor Poncelet (1788-1867), para que dos figuras sean proyectivas entre sí, basta con que pueda obtenerse una de la otra por medio de una secuencia finita de proyecciones y secciones.

Posteriormente se demostró que las tres definiciones son equivalentes, de forma que se puede afirmar que dos figuras son proyectivas entre sí si están relacionadas armónica o inarmónicamente o puede deducirse la una de la otra por proyecciones y secciones.
En el siglo XX, siguiendo la senda abierta por Staudt, matemáticos como John Wesley Young (1879-1932) o  Harold Scott MacDonald Coxeter (1907-2003) completaron las definiciones existentes, dando otro enfoque a la idea de conjugado armónico a través del concepto de un cuadrángulo completo.

## Propiedades generales

El punto D es el conjugado armónico de C respecto al par de puntos A y B.
Se dice que A, D, B, C forman una cuaterna armónica.
KLMN es el cuadrilátero completo que la genera.

El punto armónico conjugado de una terna ordenada de puntos en la recta proyectiva real se puede definir mediante la siguiente construcción:
(Véase más adelante:Construcciones gráficas de una cuaterna armónica)
Dados tres puntos colineales A, B y C, se va determinar el punto D, que completa la cuaterna armónica del punto C respecto al segmento AB: 
1. Se toma un punto cualquiera L que no se encuentre en la recta AC.
2. Se trazan los segmentos LA y LB.
3. Se traza un segmento cualquiera desde C, que corte a LA y LB (en los puntos M y N respectivamente).
4. Se trazan los segmentos AN y BM , que se cortan en K.
5. La prolongación del segmento LK hasta cortar el segmento AC, determina el punto D, denominado el conjugado armónico de C con respecto a A y B.

La posición del punto D no depende de qué punto se tome inicialmente como L, ni de qué línea se trace desde C para obtener M y N. Este hecho se deduce del Teorema de Desargues.
En la geometría proyectiva real, la conjugación armónica también se puede definir en términos de la razón doble como (A, B; C, D) =1.
La construcción es reversible, de forma que si se conociera D (situado dentro de AB) en vez de C (situado fuera de AB), bastaría elegir como antes un punto L, pero ahora unirlo con A, D y B. A continuación, bastaría con lanzar un segmento cualquiera desde A que cortase a LD en K y a LB en N. Seguidamente, se prolonga el segmento BK hasta cortar el segmento LA en M. El corte de la recta MN con la recta AB, determina la posición del punto buscado C.

### Criterio de la razón doble
Los cuatro puntos a veces se denominan un rango armónico (sobre la línea proyectiva real), ya que se verifica que D siempre divide al segmento AB internamente en la misma proporción que C divide AB externamente. Es decir:
{\displaystyle {AC}:{BC}={AD}:{DB}\,.}
Si a estos segmentos se les dota de la interpretación métrica ordinaria de los números reales, tendrán su signo (positivo o negativo) y formarán una doble proporción, conocida como razón doble (o a veces también como razón cruzada):
{\displaystyle (A,B;C,D)={\frac {AC}{AD}}\left/{\frac {BC}{DB}}\right.,}
por lo que las distancias de una cuaterna armónica de puntos se caracterizan por un valor de −1. En consecuencia, se establece que:
{\displaystyle (A,B;C,D)={\frac {AC}{AD}}\cdot {\frac {BD}{BC}}=1.}
En general, el valor de una razón doble no es único, ya que depende del orden de selección de los segmentos (y hay seis selecciones posibles). Pero para un rango armónico en particular, hay solo tres valores de la razón doble: {1, 1/2, 2}, ya que −1 es autoinverso, por lo que al intercambiar los dos últimos puntos se obtienen cada uno de estos valores, pero no se produce ningún valor nuevo, y se conoce clásicamente como proporción armónica.
Cada uno de los dos términos de una razón doble, está formado por una razón simple: dados los puntos {\displaystyle a} y {\displaystyle b} en una línea afín, la razón simple de un punto {\displaystyle x} viene dada por
{\displaystyle t(x)={\frac {x-a}{x-b}}.}
Téngase en cuenta que cuando {\displaystyle a<x<b}, entonces {\displaystyle t(x)} es negativo; y que es positivo cuando {\displaystyle x} queda fuera del intervalo.
La expresión {\displaystyle (c,d;a,b)=t(c)/t(d)} es una relación entre razones simples, lo que constituye una razón doble.
Si la razón doble vale 1, esto significa que {\displaystyle t(c)+t(d)=0}, y por lo tanto, {\displaystyle c} y {\displaystyle d} son conjugados armónicos con respecto al segmento {\displaystyle [a,b]}. En consecuencia, ambas razones simples deben ser iguales, y sus signos opuestos.
La división armónica de un segmento de línea es un caso especial de la definición de la circunferencia de Apolonio.
En algunos textos escolares, la determinación de una cuaterna armónica se denomina "división armónica".

### Conjugado del punto medio

El punto medio de un segmento y el infinito son conjugados armónicos.

Cuando {\displaystyle x} es el punto medio del segmento {\displaystyle [a,b]}, entonces
{\displaystyle t(x)={\frac {x-a}{x-b}}=-1.}
Por el criterio de la razón doble, el conjugado armónico de {\displaystyle x} será {\displaystyle y} cuando {\displaystyle t(y)=1}. Pero no hay una solución finita para {\displaystyle y} en la recta que pasa a través de {\displaystyle [a,b]}. Sin embargo,
{\displaystyle \lim _{y\to \infty }t(y)=1,}
lo que motiva la inclusión de un punto del infinito en la línea proyectiva. Este punto del infinito sirve como el conjugado armónico del punto medio {\displaystyle x} de un segmento {\displaystyle [a,b]}.

## Propiedades geométricas
Sus propiedades más importantes, deducidas analíticamente, son:
1. En toda cuaterna de razón doble -1, el primer par de puntos separa o divide armónicamente al segundo par (esto implica que un punto del segundo par está dentro del primer par, y que el otro queda fuera).
2. Si dos puntos {\displaystyle A} y {\displaystyle B} separan o dividen armónicamente a dos puntos {\displaystyle C} y {\displaystyle D}, estos también dividen armónicamente a aquellos.
3. Si dos puntos {\displaystyle A} y {\displaystyle B} separan o dividen armónicamente a dos puntos {\displaystyle C} y {\displaystyle D}, el semisegmento {\displaystyle {\overline {AM}}={\overline {MB}}} determinado por el primer par de puntos, es la media proporcional entre los segmentos {\displaystyle {\overline {MC}}} y {\displaystyle {\overline {MD}}}. En consecuencia, {\displaystyle {\overline {MA}}^{2}={\overline {MB}}^{2}={\overline {MC}}\cdot {\overline {MD}}}. Análogamente, si se verifica esta condición, {\displaystyle A} y {\displaystyle B} son conjugados armónicos de {\displaystyle C} y {\displaystyle D}. (Relación de Newton)
4. El conjugado armónico del punto del infinito respecto a dos puntos {\displaystyle A} y {\displaystyle B} es el punto medio {\displaystyle M} del segmento {\displaystyle {\overline {AB}}}.
5. Las cuaternas formadas por cuatro puntos conjugados armónicos, solo tienen tres valores posibles: {\displaystyle -1},{\displaystyle \,2} y {\displaystyle \,1/2} (es decir, si {\displaystyle (A,B;C,D)=-1}, entonces las razones dobles de las cuaternas {\displaystyle (A,C;B,D)} o {\displaystyle (A,B;D,C)} -o en cualquier otro orden que se dispongan- valen {\displaystyle (-1}, {\displaystyle 2} o {\displaystyle 1/2)}).

## Propiedades aritméticas

### Cálculo de cuaternas por ordenador
Las fórmulas para calcular la longitud del segmento {\displaystyle [AT]} cuando se conocen las ordenadas del segmento {\displaystyle A,B} y del tercer punto de la cuaterna  {\displaystyle S}, vienen dadas por las fórmulas:
- {\displaystyle |AT|={\frac {|AS||AB|}{2|AS|-|AB|}}}, si el denominador es {\displaystyle >0} ({\displaystyle T} está a la derecha de {\displaystyle B})
- {\displaystyle |AT|=-{\frac {|AS||AB|}{2|AS|-|AB|}}}, si el denominador es {\displaystyle <0} ({\displaystyle T} está a la izquierda de {\displaystyle A})

Fórmula explícita directa:
Si se parte de los valores numéricos de las posiciones de los puntos sobre la recta {\displaystyle (a,b,c,d)}, se tiene que siendo conocidos tres de ellos {\displaystyle (a,b,c)}, el cuarto valor {\displaystyle (d)} se obtiene por la expresión explícita:
- {\displaystyle d={\frac {ac+bc-2ba}{2c-a-b}}}

Cuando el denominador {\displaystyle (2c-a-b)=0}, entonces {\displaystyle d=\infty }.
Fórmula explícita indirecta:
Otra forma de obtener {\displaystyle (d)} es mediante el cálculo de resultados intermedios auxiliares:
- Sean {\displaystyle R={\frac {b-a}{2}}}  y  {\displaystyle M={\frac {b+a}{2}}}.   Entonces,  {\displaystyle d=M+{\frac {R^{2}}{c-M}}}

En este caso, la fórmula se vale de la relación de polaridad entre {\displaystyle c} y {\displaystyle d} respecto a la circunferencia que pasa por {\displaystyle a} y {\displaystyle b} y con centro en su punto medio.

### Fórmula uniforme
Si se introduce el segmento {\displaystyle A,B} en el eje de coordenadas {\displaystyle x} de modo que {\displaystyle A=0,B=1,S=s,T=t}, entonces se obtiene la fórmula uniforme:
- {\displaystyle t={\frac {s}{2s-1}}.}

Ejemplos de cuaternas armónicas:
{\displaystyle {\text{1)}}\ {\color {blue}0},{\color {red}{\tfrac {3}{4}}},{\color {blue}1},{\color {red}{\tfrac {3}{2}}}\ ,\quad {\text{2)}}\ {\color {blue}0},{\color {red}{\tfrac {2}{3}}},{\color {blue}1},{\color {red}2}\ ,\quad {\text{3)}}\ {\color {blue}0},{\color {red}{\tfrac {3}{5}}},{\color {blue}1},{\color {red}3}\ ,\quad {\text{4)}}\ {\color {red}-{\tfrac {1}{2}}},{\color {blue}0},{\color {red}{\tfrac {1}{4}}},{\color {blue}1}}

### Relación con la media armónica de dos números
La fórmula uniforme (que relaciona las cantidades armónicas {\displaystyle s} y {\displaystyle t} respecto al segmento {\displaystyle [0,1]}), también se puede expresar la manera siguiente:
- {\displaystyle {\frac {1}{2}}\left({\frac {1}{s}}+{\frac {1}{t}}\right)=1}

De aquí se deduce que la media armónica de las dos coordenadas {\displaystyle s,t} de una cuaterna uniforme, es igual a 1.

### Otras relaciones
También se prueba fácilmente que una secuencia de cuatro puntos alineados {\displaystyle (A,B,C,D)} está en división armónica si y solo si se verifican las relaciones siguientes:
- Relación de Newton: {\displaystyle IA^{2}(=IB^{2})={\overline {IC}}.{\overline {ID}}}, donde {\displaystyle I} es el punto medio de {\displaystyle [AB]};
- Relación de Mac-Laurin: {\displaystyle {\overline {AC}}.{\overline {AD}}={\overline {AB}}.{\overline {AJ}}}, donde {\displaystyle J} es el punto medio de {\displaystyle [CD]}.

## Generalización
Se tiene que:
| Cuatro puntos {\displaystyle A,B,S,T} de una recta afín o proyectiva sobre un cuerpo {\displaystyle K} de característica {\displaystyle \neq 2}, son armónicos si su razón doble es {\displaystyle (A,B;S,T)=-1}. |

Términos tales como entre, dentro, fuera, longitudes, distancias, que son típicos de un cuerpo dispuesto con una métrica, no se requieren en esta definición. En particular, la posición armónica también se define para la línea afín/proyectiva sobre los números complejos o un campo finito.
La disposición anterior ({\displaystyle A=0,B=1,S=s,T=t}) también es posible sobre cualquier cuerpo en el caso afín, por lo que también se conserva la relación {\displaystyle t={\tfrac {s}{2s-1}}\ }.
Si se completa la recta afín proyectiva con un punto del infinito representado por el símbolo {\displaystyle \infty }, también es posible establecer la relación anterior entre {\displaystyle s,t}; y por lo tanto, los cuatro puntos {\displaystyle {\color {blue}0},{\color {red}{\tfrac {1}{2}}},{\color {blue}1},{\color {red}\infty }} forman una cuaterna armónica, es decir, {\displaystyle ({\color {blue}0},{\color {blue}1};{\color {red}{\tfrac {1}{2}}},{\color {red}\infty })=-1}.

La involución de la cuaterna armónica (expresada en coordenadas no homogéneas como) sigue siendo una cuaterna armónica (su razón doble es igual a -1)

El significado de la disposición armónica de cuatro puntos colineales es que siempre existe una involución proyectiva de la recta, que fija dos de los cuatro puntos e invierte los otros dos. En la ilustración adjunta, la aplicación lineal que fija {\displaystyle {\vec {u}}} y asigna a {\displaystyle {\vec {v}}} el vector {\displaystyle -{\vec {v}}} crea dicha involución. En coordenadas no homogéneas, se tiene que: {\displaystyle \infty \to \infty ,x\to -x} (con simetría en el punto cero). Es decir: {\displaystyle A,B} son fijos, con {\displaystyle S} y {\displaystyle T} intercambiados.
Por lo general se aplica:
- La razón doble armónica se conserva en las aplicaciones involutivas. Así, dada la cuaterna armónica {\displaystyle (A,B;C,D)}, las cuaternas {\displaystyle (-D,-C;-B,-A)} y {\displaystyle (1/D,1/C;1/B,1/A)} también son armónicas.
- El conjugado armónico de tres puntos de una afinidad, donde uno de ellos es el punto medio de los otros dos, es siempre el punto del infinito {\displaystyle \infty }.
- La disposición armónica de cuatro puntos de una recta proyectiva es análoga al concepto del centro de dos puntos en una relación de afinidad.

Otros pares de puntos armónicos
- Para {\displaystyle A=\langle {\vec {u}}\rangle ,\ B=\langle {\vec {v}}\rangle ,\ S(s)=\langle s{\vec {u}}+{\vec {v}}\rangle ,\ T(s)=\langle s{\vec {u}}-{\vec {v}}\rangle }, existe un valor {\displaystyle s\neq 0} tal que la razón doble de los cuatro puntos es {\displaystyle (A,B;S(s),T(s))=-1}.
- Si {\displaystyle (A,B;S,T)=-1}, entonces: {\displaystyle (A,B;T,S)=(B,A;S,T)=(S,T;A,B)=-1}. Es decir, la configuración armónica depende solo de los dos pares de puntos, y no de su disposición.

## Construcciones gráficas de una cuaterna armónica
En todos los casos considerados, se supone que el punto {\displaystyle S} cuyo conjugado armónico se quiere calcular respecto al segmento {\displaystyle [AB]}, es un punto interior del citado segmento. En caso contrario, cuando el punto se halle en el exterior, basta realizar las operaciones geométricas en el orden contrario al descrito.  

### Proyectivas

Construcción proyectiva

Construcción proyectiva usando un punto impropio

Caso especial del conjugado exterior de una terna equidistante

Dados tres puntos {\displaystyle A,B,S} sobre una línea recta del plano proyectivo, entonces la cuaterna armónica {\displaystyle (A,B;S,T)=-1} puede ser construida como sigue:
Con un punto auxiliar P1
1. Seleccionar un punto punto cualquiera {\displaystyle P_{1}} exterior a la recta {\displaystyle g}.
2. Trazar la línea {\displaystyle AP_{1},BP_{1},SP_{1}}.
3. Seleccionar un punto {\displaystyle P_{2}} en la línea {\displaystyle SP_{1}}.
4. La línea recta {\displaystyle BP_{2}} cruza la línea {\displaystyle AP_{1}} en un punto {\displaystyle P_{3}}. La recta {\displaystyle AP_{2}} interseca la recta {\displaystyle BP_{1}} en un punto {\displaystyle P_{4}}.
5. La recta {\displaystyle P_{3}P_{4}} cruza la recta {\displaystyle g} en el cuarto punto armónico {\displaystyle T}.

Con un punto impropio auxiliar
1. Elegir una dirección cualquiera distinta a la de la recta {\displaystyle g}, y trazar rectas paralelas según la dirección elegida por los puntos {\displaystyle A}, {\displaystyle B} y {\displaystyle S}
2. Seleccionar un punto {\displaystyle P_{2}} en la recta orientada que pasa por {\displaystyle S}.
3. La línea recta {\displaystyle BP_{2}} cruza la recta orientada que pasa por {\displaystyle A} en un punto {\displaystyle P_{3}}. La recta {\displaystyle AP_{2}} interseca la recta orientada que pasa por {\displaystyle B} en un punto {\displaystyle P_{4}}.
4. La recta {\displaystyle P_{3}P_{4}} cruza la recta {\displaystyle g} en el cuarto punto armónico, {\displaystyle T}.

Caso especial
Cuando el punto {\displaystyle S} es el punto medio entre {\displaystyle A} y {\displaystyle B} (denominado {\displaystyle M} en el dibujo) entonces el punto {\displaystyle T} se convierte en un punto del infinito. Si el punto auxiliar elegido es un punto impropio, la cuaterna {\displaystyle A,B,P_{3},P_{4}} forma un paralelogramo. Cuando se elige un punto auxiliar definido {\displaystyle P_{1}}, la cuaterna anterior se convierte se convierte en un trapecio.

### Mediante elTeorema de Tales

Construcción mediante el teorema de Tales

Dados el segmento {\displaystyle [A,B]} y el punto {\displaystyle S}, para determinar el conjugado armónico {\displaystyle T} del punto respecto al segmento se puede usar la construcción siguiente:
1. El punto {\displaystyle C} se elige arbitrariamente; y las líneas rectas {\displaystyle AC} y {\displaystyle BD} son paralelas.
2. El punto {\displaystyle D} se determina haciendo pasar una recta por los puntos {\displaystyle C} y {\displaystyle S}.
3. Desde {\displaystyle D} se localiza {\displaystyle D'}, de forma que {\displaystyle |BD|} y {\displaystyle |BD'|} tengan la misma longitud.
4. El punto {\displaystyle T} se obtiene por la intersección de la rectas {\displaystyle AB} y {\displaystyle CD'}.

Si se dispone del punto {\displaystyle T}, el procedimiento es análogo, pero en orden inverso.
Si se desea que {\displaystyle |AS|:|SB|=\lambda }, entonces se debe elegir el punto {\displaystyle D} de modo que se cumpla {\displaystyle |AC|:|DB|=\lambda }. {\displaystyle S} se obtiene como la intersección de la rectas {\displaystyle CD} {\displaystyle AB}.

### Con las bisectrices de un triángulo

Construcción mediante una bisectriz

Este procedimiento sirve para determinar un par de puntos cualquiera {\displaystyle SyT} que formen una cuaterna armónica respecto al segmento {\displaystyle [A,B]}.  
Sean {\displaystyle A,B,C} los vértices de un triángulo no isósceles. La bisectriz interior y la bisectriz exterior del ángulo que se forma en {\displaystyle C}, generan los puntos {\displaystyle S,T} sobre la recta {\displaystyle AB}, que completan una cuaterna armónica respecto al segmento {\displaystyle [A,B]}. Si se desea que los segmentos guarden la proporción {\displaystyle b:a}, entonces basta con localizar el vértice {\displaystyle C} utilizando distancias proporcionales a estos parámetros. En este caso, la construcción se vale de una propiedad de la circunferencia de Apolonio. Debe tenerse en cuenta que si {\displaystyle a=b}, {\displaystyle S} se convierte en un punto impropio.

### Mediante una circunferencia

Construcción mediante una circunferencia

Otro método para obtener un cuarto punto armónico {\displaystyle T} de la terna colineal {\displaystyle A,B,S} se sirve de una construcción mediante regla y compás:

1. Trazar la circunferencia {\displaystyle k} que pasa por {\displaystyle A,B}, cuyo centro {\displaystyle M} es el centro del segmento {\displaystyle [A,B]}.
2. En {\displaystyle S}, trazar la línea recta {\displaystyle l} perpendicular a {\displaystyle g}, que corta la circunferencia {\displaystyle k} en el punto {\displaystyle Q}.
3. Construir la recta tangente {\displaystyle t} a la circunferencia {\displaystyle k} en el punto {\displaystyle Q} (es decir, {\displaystyle t\perp MQ}).
4. La recta {\displaystyle t} interseca a {\displaystyle g} en {\displaystyle T}, el conjugado armónico buscado.

Si {\displaystyle S} se acerca a uno de los puntos {\displaystyle A} o {\displaystyle B}, también lo hace {\displaystyle T}. En cambio, si {\displaystyle S=M}, entonces {\displaystyle (t\parallel g)} y {\displaystyle T} se convierte en el punto del infinito de la recta {\displaystyle g}.
Si los puntos dados son {\displaystyle A,B,T}, la construcción es reversible. En este supuesto, para obtener {\displaystyle S} basta con determinar la tangente a la circunferencia desde {\displaystyle T}, y proyectar el punto {\displaystyle Q} sobre la recta {\displaystyle g}.
Demostración
Para comprobar que los cuatro puntos forman una cuaterna armónica (es decir, que {\displaystyle |AS||TB|=|SB||AT|}), se parte de la relación de semejanza entre los triángulos {\displaystyle MSQ} y {\displaystyle MQT}. La razón doble es de forma automática -1, dado que {\displaystyle S} está dentro del segmento {\displaystyle [A,B]}, y {\displaystyle T} está fuera. A partir de la relación de semejanza anterior, se deduce la ecuación:
- {\displaystyle {\frac {|MS|}{r}}={\frac {r}{|MT|}}} por la proporcionalidad de los lados de los dos triángulos semejantes, y en consecuencia:
- {\displaystyle |MS||MT|=r^{2}}, donde {\displaystyle r} es el radio del círculo.

Esta ecuación y el procedimiento de diseño (según la imagen) coinciden con la definición de una transformación de inversión, lo que implica que los cuatro puntos forman una cuaterna armónica (cuando se usan números complejos, entonces {\displaystyle z\to {\tfrac {1}{\overline {z}}}}).
Demostración
También se puede demostrar que una cuaterna armónica guarda una relación de inversión según la construcción anterior, partiendo de la primera condición (cuaterna armónica) y comprobando si se cumple la segunda (relación de inversión). Para simplificar la expresión de las ecuaciones, se definen las equivalencias siguientes:
{\displaystyle d=T-A};   {\displaystyle f=B-S};   y   {\displaystyle r={\frac {B-A}{2}}}
{\displaystyle d} es la longitud total de la cuaterna; {\displaystyle f} es la del segmento interior; y {\displaystyle r} el radio de la circunferencia que pasa por {\displaystyle A} y {\displaystyle B}. La condición de conjugados armónicos, implica que:
{\displaystyle d\,f=(2r-f)*(d-2r)}
A partir de esta condición, se va a calcular el valor de {\displaystyle (r-f)*(d-r)}, que es el producto de las distancias {\displaystyle (S-M)*(T-M)}, que a su vez determina la relación de polaridad de los puntos {\displaystyle S} y {\displaystyle T} respecto a la circunferencia {\displaystyle k} con centro en {\displaystyle M} y que pasa por {\displaystyle A} y {\displaystyle B}.
Despejando {\displaystyle f} de la relación armónica: 
{\displaystyle d\,f=(2rd-4r^{2})-f(d-2r)}
{\displaystyle f(d+d-2r)=2rd-4r^{2}}
{\displaystyle f={\frac {rd-2r^{2}}{d-r}}}
Una vez despejado el valor de {\displaystyle f}, se calcula el producto de {\displaystyle (S-M)*(T-M)} (es decir, {\displaystyle ((r-f)*(d-r))}
- {\displaystyle {\Big (}r-{\frac {rd-2r^{2}}{d-r}}{\Big )}\,(d-r)=(rd-r^{2})-rd+2r^{2}=r^{2}}

Tal como se quería comprobar, el producto calculado es {\displaystyle r^{2}}, lo que confirma que los cuatro puntos armónicos guardan una relación de inversión.
Cuaternas y polaridad
El método descrito aquí para la construcción del cuarto punto armónico es un caso especial afín de la siguiente declaración:
| - En el plano proyectivo, si una recta {\displaystyle g} corta una cónica no degenerada {\displaystyle k} en dos puntos {\displaystyle A} y {\displaystyle B}; y {\displaystyle T} es un punto exterior al segmento {\displaystyle [A,B]} asociado con {\displaystyle g}, entonces el cuarto punto armónico {\displaystyle S} respecto a la terna {\displaystyle A,B,T} es la intersección de la recta {\displaystyle g} con la recta polar de {\displaystyle T} relativa a {\displaystyle k}. |

## Relación con otros temas matemáticos

### Cónicas proyectivas

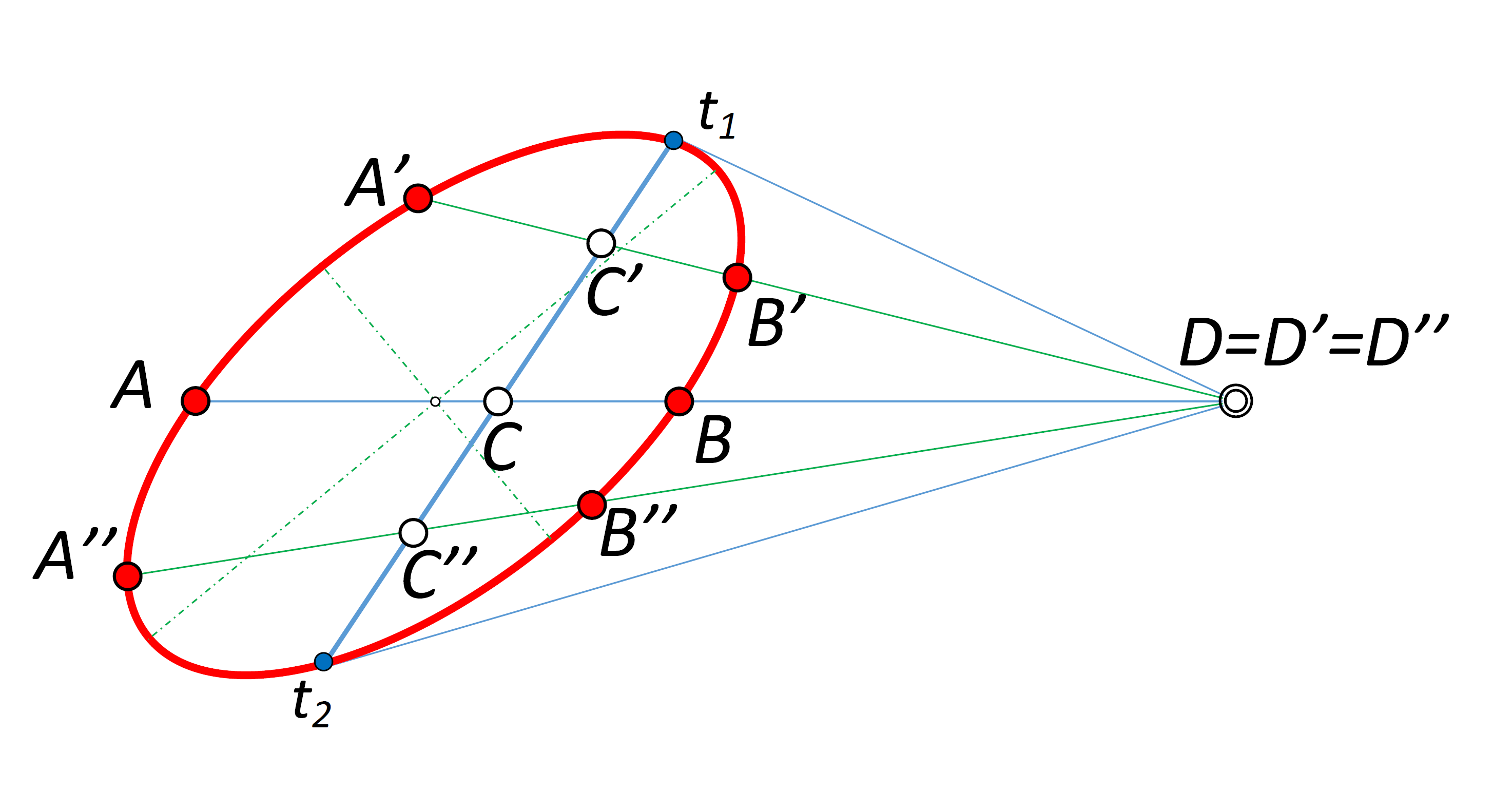
Cuaternas armónicas de puntos [ABCD], [A'B'C'D'] y [A"B"C"D"], resultantes de cortar una cónica por rectas trazadas desde D. Los puntos A y B son los cortes con la cónica, mientras que el punto C es el corte con la recta entre los puntos de tangencia (t_{1}-t_{2}), polar del punto D respecto a la propia cónica.

Una cónica en el plano proyectivo es una curva C que tiene la siguiente propiedad:
Si P es un punto que no está en C, y si una recta variable que pasa por P se encuentra con C en los puntos A y B, entonces los distintos conjugados armónicos de P con respecto a distintas parejas de puntos A y B, se disponen en un segmento rectilíneo. El punto P se llama el polo de esa recta de conjugados armónicos, y esta recta se llama la recta polar de P con respecto a la cónica. Véase el artículo recta polar para más detalles.

### Inversión
En el caso en que la cónica sea un círculo, considerando los diámetros extendidos del círculo, se tiene que los conjugados armónicos con respecto al círculo son los puntos de inversión respecto al círculo dado. Este hecho se desprende de uno de los teoremas de Smogorzhevski:
Si las circunferencias k y q son mutuamente ortogonales, entonces una línea recta que pasa por el centro de k y que interseca q, lo hace en dos puntos conjugados armónicos con los puntos de intersección de dicha recta con k. (Ver el epígrafe 'Circunferencias ortogonales' más adelante)

### Recta de Euler
En geometría euclidiana se demuestra que en cualquier triángulo, el centro de gravedad G, el ortocentro H, el centro del círculo circunscrito Ω y el centro de la circunferencia de los nueve puntos E, están los cuatro alineados en una línea llamada recta de Euler del triángulo. Estos cuatro puntos forman una cuaterna armónica (en el orden dado). Este hecho es el resultado de que H tiene por imagen Ω, y Ω tiene por imagen E mediante la misma homotecia de centro G y de relación -1/2.

### Circunferencias ortogonales

Circunferencias ortogonales

Sea (C) una circunferencia y M y M’ dos puntos de manera que la línea (MM’) interseque la circunferencia (C) en dos puntos A y B distintos. Entonces, la circunferencia (C’) de diámetro [MM’] es ortogonal a (C) si y solo si [MM’] divide armónicamente [AB].
Entonces se dice que M y M’ están conjugados con respecto a la circunferencia (C).
Demostración:
Sean O y O’, los centros de (C) y (C’), con O’ en el punto medio de [MM’]. Sean R y R’ sus radios. De acuerdo con la expresión de la «potencia de un punto»:
Las dos circunferencias son ortogonales si y solo si O’O2 = R2 + R’2 (ángulo recto en el punto de contacto), y si y solamente si:
Deducimos que las dos circunferencias son ortogonales si y solo si la división es armónica según la relación de Newton.
Dos puntos M y M’ se llamarán conjugados por relación con una circunferencia (C) si uno de ellos es interior a (C) y el otro exterior y la circunferencia de diámetro [MM] es ortogonal a (C).
Propiedad:
Dos puntos son conjugados con respecto a una circunferencia de centro O si y solo si:
{\displaystyle {\overrightarrow {OM}}{\overrightarrow {OM'}}=R^{2}.}
Siendo O’ el punto medio de [MM’], y por lo tanto el centro de la nueva circunferencia, y T un punto de intersección entre las dos circunferencias, entonces OT2 = R2. Usando esto se obtiene:
{\displaystyle {\overrightarrow {OM}}{\overrightarrow {OM'}}=({\overrightarrow {OT}}+{\overrightarrow {TO'}}+{\overrightarrow {O'M'}})({\overrightarrow {OT}}+{\overrightarrow {TO'}}+{\overrightarrow {O'M}})=R^{2}+2\,{\overrightarrow {OT}}{\overrightarrow {O'T}}{\text{; es decir: }}} {\displaystyle ({\overrightarrow {O'M}}=-{\overrightarrow {O'M'}})}
de ahí el resultado.
El conjunto de conjugados de un punto con respecto a una circunferencia es la recta polar de este punto con respecto a esta circunferencia.

### Tétradas de Galois
En la geometría de Galois sobre un cuerpo finito GF(q) una recta tiene q+1 puntos, donde {\displaystyle \infty }=(1,0). En esta recta, cuatro puntos forman una tétrada armónica cuando dos de ellos distan armónicamente de los otros dos. La condición
{\displaystyle (c,d;a,b)=-1\ \ \equiv \ \ 2(cd+ab)=(c+d)(a+b)}
caracteriza tétradas armónicas. La atención a estas tétradas llevó a Jean Dieudonné a su delimitación de algunos isomorfismos accidentales de los grupos proyectivos lineales PGL (2, q) para q = 5, 7 y 9.
Si q=2n, entonces el conjugado armónico de C es él mismo.

### Relación entre conjugado armónico y división áurea
Sea CD un segmento y E el punto división áurea del mismo. Sea F el conjugado armónico de E respecto de CD y G el punto división áurea del segmento FE (es importante el orden). Entonces el segmento FE tiene tamaño doble de CD y el punto G es simétrico de E respecto de D.

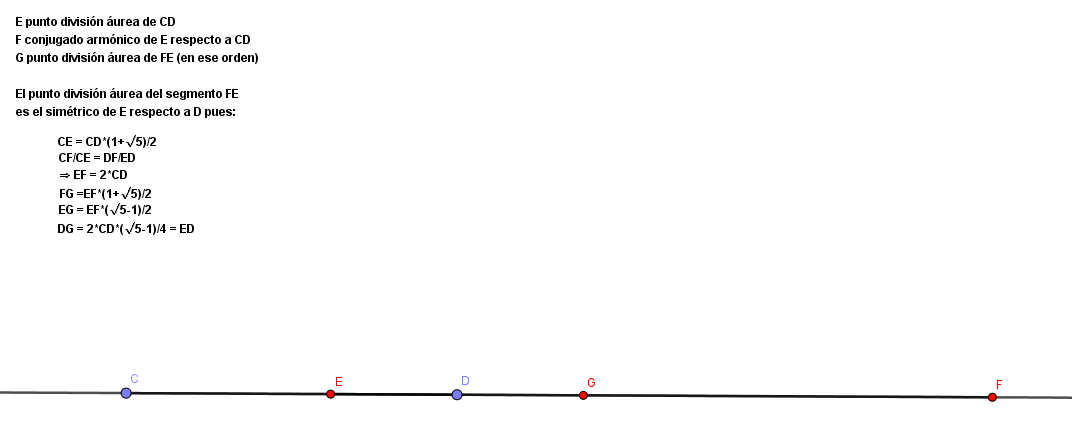
El gráfico describe la relación entre División Áurea de un segmento y Cuarto Armónico

### Conjugados armónicos proyectivos iterados y la proporción áurea
Sean {\displaystyle P_{0},P_{1},P_{2}} tres puntos diferentes en una recta proyectiva real.
Considérese la secuencia infinita de puntos {\displaystyle P_{n}}, donde {\displaystyle P_{n}} es el conjugado armónico de {\displaystyle P_{n-3}} con respecto a {\displaystyle P_{n-1},P_{n-2}} para {\displaystyle n>2}.
Entonces, cuando la sucesión de los {\displaystyle P_{n}} es convergente, el límite {\displaystyle \lim _{n\rightarrow \infty }{\frac {P_{n+2}-P_{n+1}}{P_{n+1}-P_{n}}}=-\Phi ^{-2}=-0,381966011...}; donde {\displaystyle \Phi ={\frac {1+{\sqrt {5}}}{2}}} es el número áureo.
Este resultado es independiente de los tres puntos {\displaystyle P_{0},P_{1},P_{2}} que se elijan como comienzo de la serie, siempre que la sucesión obtenida sea convergente.
Demostración:
Para simplificar el cálculo del límite, se puede establecer la condición de que los términos de la serie formen una progresión geométrica, es decir, que {\displaystyle P_{n}=q^{n}}. Por lo tanto, cada cuatro puntos consecutivos de la serie, por ser conjugados armónicos, deben cumplir la condición:
{\displaystyle -1={\frac {(q^{n}-q^{n-1})(q^{n-2}-q^{n-3})}{(q^{n}-q^{n-2})(q^{n-1}-q^{n-3})}}={\frac {q}{(q+1)^{2}}}}
En consecuencia, se obtiene el polinomio {\displaystyle q^{2}+3q+1=0}, con las soluciones {\displaystyle q_{1}={\frac {-3+{\sqrt {5}}}{2}}=-\Phi ^{-2}} y {\displaystyle q_{2}={\frac {-3-{\sqrt {5}}}{2}}=-\Phi ^{2}}
Caso {\displaystyle q_{1}}
Tal como se ha calculado, el valor {\displaystyle q_{1}} permite que los términos de la serie tomen la forma {\displaystyle P_{n}=q_{1}^{\,\,n}}. Como el valor absoluto de {\displaystyle |q_{1}|<1}, entonces la serie de {\displaystyle P_{n}} es convergente y tiende a cero.
Sustituyendo estos términos en la expresón del límite, se tiene que:
{\displaystyle \lim _{n\rightarrow \infty }{\frac {P_{n+2}-P_{n+1}}{P_{n+1}-P_{n}}}=\lim _{n\rightarrow \infty }{\frac {q_{1}^{\,\,n+2}-q_{1}^{\,\,n+1}}{q_{1}^{\,\,n+1}-q_{1}^{\,\,n}}}=\lim _{n\rightarrow \infty }{\frac {q_{1}^{\,\,n+1}(q_{1}-1)}{q_{1}^{\,\,n}(q_{1}-1)}}=q_{1}=-\Phi ^{-2}=-0,381966011...}
Esta condición también se cumple en el resto de sucesiones de {\displaystyle P_{n}} convergentes, teniendo en cuenta que la influencia de los valores iniciales acaba desapareciendo tras una serie de iteraciones.  
Caso {\displaystyle q_{2}}
En el caso de {\displaystyle q_{2}}, su valor absoluto {\displaystyle |q_{2}|>1}, por lo que la serie {\displaystyle P_{n}} no es convergente. Como en el caso anterior,
sustituyendo estos términos en la expresón del límite, se tiene que:
{\displaystyle \lim _{n\rightarrow \infty }{\frac {P_{n+2}-P_{n+1}}{P_{n+1}-P_{n}}}=\lim _{n\rightarrow \infty }{\frac {q_{2}^{\,\,n+2}-q_{2}^{\,\,n+1}}{q_{2}^{\,\,n+1}-q_{2}^{\,\,n}}}=\lim _{n\rightarrow \infty }{\frac {q_{2}^{\,\,n+1}(q_{2}-1)}{q_{2}^{\,\,n}(q_{2}-1)}}=q_{2}=-\Phi ^{2}=-2,61803399...}
No se ha probado que la sucesión Pn pueda ser convergente, habida cuenta de que P0, P1, P2 determinan el resto de la sucesión. Podría ocurrir que no existan valores iniciales que hagan la sucesión convergente y mucho menos que esta sea una progresión geométrica.